# Brian Martin (football)
Pour les articles homonymes, voir Brian Martin, Brian Martin (basket-ball) et Brian Martin (sociologue).
Brian Martin (né le 24 février 1963 à Bellshill, North Lanarkshire, Écosse) est un joueur de football international écossais.

## Carrière en club
Brian Martin commence sa carrière dans des clubs amateurs ou semi-professionnels écossais avant de signer à Falkirk, puis à Hamilton Academical. Sa carrière décolle lors de ses trois saisons à St Mirren d'où il signe à Motherwell en 1991 lors d'un transfert d'un montant de 175 000 £. Il s'impose comme un joueur-clé de l'équipe du Lanarkshire pour qui il joue presque 250 matchs. Il finit sa carrière à Stirling Albion et à Partick Thistle.

## Carrière internationale
Durant sa carrière, il connaît deux sélections avec l'Écosse, en 1995, pendant le règne de Craig Brown.

### Détail des sélections
| Sélection | Date        | Lieu                                   | Compétition | Résultat | Adversaire | Titulaire/Remplaçant | Maillot n° |
| --------- | ----------- | -------------------------------------- | ----------- | -------- | ---------- | -------------------- | ---------- |
| 1re       | 21 mai 1995 | Hiroshima Big Arch, Hiroshima, Japon   | Coupe Kirin | N 0-0    | Japon      | Titulaire            | 4          |
| 2e        | 24 mai 1995 | Toyama Athletic Stadium, Toyama, Japon | Coupe Kirin | V 2-1    | Équateur   | Titulaire            | 4          |

## Palmarès
- avec Hamilton Academical :
  - Champion de division 2 écossaise : 1 (1987-1988)